# Akissi Monney
Akissi Monney (sinh ngày 25 tháng 8 năm 1979) là một Judoka người Bờ Biển Ngà. Cô đã tham gia cuộc thi bán hạng nặng nữ tại Thế vận hội Mùa hè 2000.